# Taronik
Taronik (in armeno Տարոնիկ?, in passato Zeyva Turkakan) è un comune dell'Armenia di 2 141 abitanti (2009) della provincia di Armavir.